# Nordwalkers OST
Nordwalkers Original Soundtrack è il quarto album da studio della formazione sperimentale Eterea Post Bong Band, pubblicato nel 2021 da Trovarobato e legato a un progetto cinematografico di fantascienza. Basato su partiture scritte da Gigi Funcis, l'album è stato registrato a seguito di una campagna di crowdfunding di successo con la collaborazione di musicisti provenienti da ambienti musicali che vanno dalla musica classica all'elettronica sperimentale. È stato recensito a pieni voti dalle principali riviste e webzine italiane, nonché nominato disco della settimana secondo Rockit.

## Il disco
Nordwalkers OST, come chiaro dall'abbreviazione finale, consiste in tredici tracce che formano la colonna sonora di un film di fantascienza incentrato sui viaggi nel tempo. La produzione del disco è stata portata a termine con l’aiuto di Luca Sammartin, produttore musicale elettronico attivo anche in campo cinematografico. Aiutato da sezioni atmosferiche, il disco è incentrato su temi semplici sviluppati con una gamma di strumenti che attraversa molti generi musicali. Hanno contribuito al disco Nicola Manzan (Baustelle, Teatro Degli Orrori), Enrico Gabrielli (Calibro 35, PJ Harvey) e molti altri, tra cui la contrabbassista Rosa Brunello, la cantante Valentina Paggio (Vale & the Varlets) e il batterista Gioele Pagliaccia. A differenza degli altri dischi, Nordwalkers OST non ha nessuna rivisitazione di brani composti precedentemente dalla band scledense.
La copertina è stata disegnata dall’illustratore Pablo Cammello.

## Il progetto cinematografico
Grazie ai fondi della campagna di crowdfunding, gli Eterea hanno già prodotto e girato il cortometraggio Superposition, basato su una piccola parte della sceneggiatura di Nordwalkers e ancora inedito. I membri originali della band hanno partecipato attivamente alle riprese, occupandosi personalmente di regia, set dressing, riprese e produzione. Il lungometraggio è attualmente in produzione e "parla di quattro persone in un bosco vicentino ed è una storia a più dimensioni. C’è quella mitologica delle anguane, le leggendarie creature del nord-est. C’è quella scientifica e fantascientifica delle distorsioni spazio-temporali." Molti dei titoli infatti rimandano a teorie scientifiche, come la teoria del multiverso o alla sovrapposizione quantistica.

## Tracce
1. Norđwalkers march (feat. Nicola Manzan, Rosa Brunello, Gioele Pagliaccia)
2. Too many words theory (feat. Enrico Gabrielli, Gioele Pagliaccia)
3. Superposition (feat. Alessia Bianchi, Luca Sammartin, Rosa Brunello)
4. Più fanta che scienza
5. Timecracker
6. Particelle (feat. Olivia Brown) (testo: Gigi Funcis, Olivia Brown) – Prima parte di Suite Q
7. The books (feat. Enrico Gabrielli) – Seconda parte di Suite Q
8. Norđwalkers run – Terza parte di Suite Q
9. Accelerator (feat. Nicola Manzan) – Quarta parte di Suite Q
10. Norđwalkers theme (feat. Rosa Brunello)
11. Superposition Δ (feat. Luca Sammartin)
12. Anguis (feat. Alessia Bianchi)

## Formazione
Eterea Post Bong Band
- Gigi Funcis (machinery, synth, melodica, voice, sound design)
- Lele Rigon (percussions, sampling pads, wavedrum, foley, voice)
- Pol De Lay (electric & acustic guitars, bass, feedbacks, voice)

Altri musicisti
- Rosa Brunello (contra, voice)
- Alessia Bianchi (harp)
- Valentina Paggio (voice)
- Gioele Pagliaccia (drums)
- Nicola Manzan (strings)
- Enrico Gabrielli (wind instruments, glockenspiel)
- Luca Sammartin (additional electronics, voice)